# Tyler Steenbergen
Tyler Steenbergen (* 7. Januar 1998 in Sylvan Lake, Alberta) ist ein kanadischer Eishockeyspieler, der zuletzt bis zum Ende der Saison 2023/24 beim österreichischen Klub EC VSV aus der ICE Hockey League unter Vertrag gestanden und dort auf der Position des Centers gespielt hat. Zuvor absolvierte Steenberger unter anderem über 150 Spiele in der American Hockey League (AHL) und war zwei Spielzeiten in der finnischen Liiga aktiv.

## Karriere
Tyler Steenbergen begann seine Karriere bei Red Deer MHA und spielte später mit den Red Deer Rebels und den Red Deer Chiefs in der Alberta Midget Hockey League. Beim Bantam Draft der Western Hockey League (WHL) im Jahr 2013 wurde der Angriffsspieler in der ersten Runde an zwölfter Position von den Swift Current Broncos ausgewählt, für die er ab der Spielzeit 2014/15 zum Einsatz kam. Steenbergen wurde sofort Stammspieler und stand in allen Saisonspielen auf dem Eis, in den Playoffs schieden die Swift Current Broncos schon in der ersten Runde gegen die Regina Pats aus. In der folgenden Spielzeit absolvierte Steenbergen 67 Spiele und erzielte 46 Scorerpunkte, jedoch gelang es den Broncos nicht, sich für die Playoffspiele zu qualifizieren.
In der Saison 2016/17 absolvierte Steenbergen wieder alle 72 Spiele in der Western Hockey League und kam am Saisonende auf 90 Scorerpunkte. Damit war Steenbergen, gemeinsam mit Matthew Phillips, neuntbester Scorer sowie mit 51 erzielten Treffern, gemeinsam mit Tyler Wong, bester Torschütze der Spielzeit. Zudem wurde er mit der Brad Hornung Trophy als fairster Spieler der Saison ausgezeichnet und in das WHL East Second All-Star Team gewählt. In den Playoffs schieden die Swift Current Broncos im Conference-Halbfinale wiederum gegen die Regina Pats aus. In der Saison 2017/18, seiner letzten Spielzeit bei den Broncos, sicherte sich Steenbergens Mannschaft die Meisterschaft in der Western Hockey League in Form des Ed Chynoweth Cup durch einen Finalsieg über die Everett Silvertips.
Beim NHL Entry Draft 2017 wurde Steenbergen in der fünften Runde als insgesamt 128. Spieler von den Arizona Coyotes ausgewählt, bei denen er am 6. März 2018 einen dreijährigen Einstiegsvertrag unterzeichnete. Seit der Saison 2018/19 kam Steenbergen für die Tucson Roadrunners, das Farmteam der Coyotes, in der American Hockey League (AHL) zum Einsatz. Nach drei Jahren in Tucson und ohne NHL-Einsatz gaben die Coyotes seine Transferrechte im Juli 2021 samt Brayden Burke an die Los Angeles Kings ab und erhielten im Gegenzug Cole Hults und Bokondji Imama. Da sich Steenbergen mit den Kings jedoch nicht auf einen Vertrag einigen konnte, wechselte er im folgenden Monat zum Traditionsklub TPS Turku aus der finnischen Liiga. In Finnland verbrachte der Kanadier zwei Spielzeiten und wurde mit dem Team im Frühjahr 2022 Vizemeister. Über den Sommer 2023 hinaus erhielt er jedoch keinen neuen Vertrag und blieb bis Mitte Januar 2024 vertragslos, ehe sich der HK Poprad aus der slowakischen Extraliga seine Dienste sicherte. Nach vier Einsätzen wechselte der Stürmer nur einen Monat später bis zum Saisonende zum österreichischen Klub EC VSV aus der ICE Hockey League.

### International
Im Jahr 2018 wurde Tyler Steenbergen in den Kader der kanadischen U20-Eishockeynationalmannschaft berufen, mit der er an der U20-Weltmeisterschaft teilnahm. Dort erzielte er im Endspiel das spielentscheidende 2:1 beim 3:1-Finalsieg der Kanadier über die schwedische Auswahl, sodass er mit dem Team die Goldmedaille gewann.

## Erfolge und Auszeichnungen
- 2017 Brad Hornung Trophy
- 2017 WHL East Second All-Star Team
- 2018 Ed-Chynoweth-Cup-Gewinn mit den Swift Current Broncos
- 2022 Finnischer Vizemeister mit Turun Palloseura

### International
- 2018 Goldmedaille bei der U20-Weltmeisterschaft

## Karrierestatistik
Stand: Ende der Saison 2023/24

### International
Vertrat Kanada bei:
- U20-Weltmeisterschaft 2018

(Legende zur Spielerstatistik: Sp oder GP = absolvierte Spiele; T oder G = erzielte Tore; V oder A = erzielte Assists; Pkt oder Pts = erzielte Scorerpunkte; SM oder PIM = erhaltene Strafminuten; +/− = Plus/Minus-Bilanz; PP = erzielte Überzahltore; SH = erzielte Unterzahltore; GW = erzielte Siegtore; 1 Play-downs/Relegation; Kursiv: Statistik nicht vollständig)